# 남자친구 (드라마)
《남자친구》는 2018년 11월 28일부터 2019년 1월 24일까지 tvN에서 방영된 수목 드라마이다. 송혜교, 박보검이 주연으로, 1회는 대한민국 드라마 최초로 쿠바에서 올 로케 촬영 되었다.

## 줄거리
정치인의 딸로서 단 한 순간도 자신의 삶을 살아보지 못한 재벌가 며느리 차수현(송혜교)과 평범한 일상을 행복하고 소중하게 살아가는 자유롭고 맑은 영혼을 가진 청년 김진혁(박보검)의 우연한 만남을 시작으로 서로에게 점차 물들어가 상대의 삶을 뒤흔드는 로맨스 드라마.

## 등장 인물

### 주요 인물
- 송혜교 : 차수현(35세) 역 - 동화호텔 대표. 진혁의 연인.
- 박보검 : 김진혁(29세) 역 - 동화호텔 홍보팀 사원. 수현의 연인.
- 장승조 : 정우석(35세) 역 - 수현의 전 남편이자 태경그룹 대표

### 차수현의 주변 인물
- 문성근 : 차종현 역 - 수현의 아버지이자 전 뉴스 앵커이자 정치인 (문화당 대표)
- 남기애 : 진미옥 역 - 수현의 어머니
- 고창석 : 남명식 역 - 수현의 운전기사
- 곽선영 : 장미진 역 - 수현의 친구이자 비서

### 김진혁의 주변 인물
- 표지훈 : 김진명 역 - 진혁의 남동생
- 백지원 : 주연자 역 - 진혁과 진명의 어머니
- 김주헌 : 이대찬 역 - 진혁의 절친한 동네 형, 찬이네 골뱅이 운영
- 신정근 : 김장수 역 - 진혁과 진명의 아버지이자 장수과일가게 주인

### 정우석의 주변 인물
- 차화연 : 김화진 역 - 태경그룹 회장이자 수현의 전 시어머니

### 동화호텔
- 김혜은 : 김선주 역 - 홍보팀 부장
- 전소니 : 조혜인 역 - 홍보팀 사원이자 진혁의 초등학교 동창
- 김호창 : 이진호 역 - 홍보팀 과장
- 이시훈 : 박한길 역 - 홍보팀 대리
- 박진주 : 구은진 역 - 홍보팀 사원
- 박성근 : 최진철 역 - 이사. 김화진 회장이 심어둔 태경그룹의 최측근

### 그 외 인물
- 길해연 : 이 선생 역 - 교회 건물로 만든 찻집 운영
- 김종태 : 속초 동화 호텔 총괄 매니저 역
- 성기윤
- 설창희
- 신동력 : 동화 호텔 서울 본사 매니저 실장 역

### 특별출연
- 정지영 - 라디오 DJ (목소리 출연)

## 촬영지
- 롯데호텔서울 - 동화호텔
- 안또니오 마세오 공원
- 까바냐 오새
- 하바나 국립대극장
- 알 까르본
- 호텔 나치오날데 쿠바
- 남산도서관
- 쑥골배수지(놀이터)
- 화랑육교
- 롯데리조트 속초 - 동화호텔 속초
- 의옹치 바다향기로
- 헌화로
- 사천진 해수욕장
- 진성옛날소머리국밥집 - 속초국밥
- 정동진 라라무리
- 흥천교회
- 홍남교
- 성산대교
- 시흥갯골생태공원
- 소셜베뉴 라움
- 심곡항
- 라테라스 한남 - 차수현 자택

## 시청률
최저 시청률과 최고 시청률은 시청률 조사회사와 지역별로 시청률에 차이가 있을 수 있습니다.
| 2018년      | 2018년      | 2018년   | 2018년     | 2018년      |
| 회차        | 방송일      | AGB 전국 | AGB 수도권 | TNmS 시청률 |
| ----------- | ----------- | -------- | ---------- | ----------- |
| 제1회       | 11월 28일   | 8.683%   | 11.454%    | 9.4%        |
| 제2회       | 11월 29일   | 10.329%  | 12.868%    | 11.0%       |
| 제3회       | 12월 5일    | 9.251%   | 11.772%    | 10.2%       |
| 제4회       | 12월 6일    | 9.264%   | 11.468%    | 9.2%        |
| 제5회       | 12월 12일   | 8.513%   | 10.575%    | 10.5%       |
| 제6회       | 12월 13일   | 8.594%   | 10.906%    | 8.1%        |
| 제7회       | 12월 19일   | 8.592%   | 10.612%    | 8.6%        |
| 제8회       | 12월 20일   | 9.166%   | 11.776%    | 7.7%        |
| 2019년      |             |          |            |             |
| 제9회       | 1월 2일     | 7.810%   | 9.845%     | 7.2%        |
| 제10회      | 1월 3일     | 7.962%   | 9.590%     | 7.7%        |
| 제11회      | 1월 9일     | 7.513%   | 9.310%     | 7.5%        |
| 제12회      | 1월 10일    | 7.623%   | 9.630%     | 7.3%        |
| 제13회      | 1월 16일    | 7.927%   | 10.043%    | 8.0%        |
| 제14회      | 1월 17일    | 7.702%   | 9.678%     | 7.4%        |
| 제15회      | 1월 23일    | 7.999%   | 10.590%    | 7.9%        |
| 제16회      | 1월 24일    | 8.678%   | 11.161%    | 7.4%        |
| 평균 시청률 | 평균 시청률 | 8.475%   | 10.704%    | 8.4%        |

## 사운드 트랙
아래는 싱글앨범에 포함된 곡들이며, 정렬기준은 출시 순이다.

### Part.1
| #            | 제목                      | 작사           | 작곡           | 재생 시간 |
| ------------ | ------------------------- | -------------- | -------------- | --------- |
| 1.           | 〈영화 같던 날〉 (Cheeze) | 남혜승, 박진호 | 남혜승, 박진호 | 3:56      |
| 2.           | 〈영화 같던 날 (Inst.)〉  | 남혜승, 박진호 | 남혜승, 박진호 | 3:56      |
| 총 재생 시간 | 총 재생 시간              | 총 재생 시간   | 총 재생 시간   | 7:52      |

### Part.2
| #            | 제목                               | 작사         | 작곡         | 재생 시간 |
| ------------ | ---------------------------------- | ------------ | ------------ | --------- |
| 1.           | 〈그대가 이렇게 내 맘에〉 (이소라) | 헨(Hen)      | 헨(Hen)      | 3:20      |
| 2.           | 〈그대가 이렇게 내 맘에 (Inst.)〉  | 헨(Hen)      | 헨(Hen)      | 3:20      |
| 총 재생 시간 | 총 재생 시간                       | 총 재생 시간 | 총 재생 시간 | 6:40      |

### Part.3
| #            | 제목                       | 작사           | 작곡           | 재생 시간 |
| ------------ | -------------------------- | -------------- | -------------- | --------- |
| 1.           | 〈망설이지 마요〉 (용준형) | 남혜승, 박진호 | 남혜승, 박진호 | 3:32      |
| 2.           | 〈망설이지 마요 (Inst.)〉  | 남혜승, 박진호 | 남혜승, 박진호 | 3:32      |
| 총 재생 시간 | 총 재생 시간               | 총 재생 시간   | 총 재생 시간   | 7:04      |

### Part.4
| #            | 제목               | 작사                | 작곡         | 재생 시간 |
| ------------ | ------------------ | ------------------- | ------------ | --------- |
| 1.           | 〈그 밤〉 (에릭남) | 이신형, 디어(d.ear) | 디어(d.ear)  | 3:42      |
| 2.           | 〈그 밤 (Inst.)〉  | 이신형, 디어(d.ear) | 디어(d.ear)  | 3:42      |
| 총 재생 시간 | 총 재생 시간       | 총 재생 시간        | 총 재생 시간 | 7:24      |

### Part.5
| #            | 제목             | 작사         | 작곡         | 재생 시간 |
| ------------ | ---------------- | ------------ | ------------ | --------- |
| 1.           | 〈설렘〉 (오왠)  | 동우석       | 동우석       | 3:53      |
| 2.           | 〈설렘 (Inst.)〉 | 동우석       | 동우석       | 3:53      |
| 총 재생 시간 | 총 재생 시간     | 총 재생 시간 | 총 재생 시간 | 7:46      |

### Part.6
| #            | 제목                        | 작사              | 작곡           | 재생 시간 |
| ------------ | --------------------------- | ----------------- | -------------- | --------- |
| 1.           | 〈Take Me On〉 (사야)       | 남혜승, Jello Ann | 남혜승, 박상희 | 3:43      |
| 2.           | 〈Take Me On〉 (솔튼페이퍼) | 남혜승, Jello Ann | 남혜승, 박상희 | 3:43      |
| 총 재생 시간 | 총 재생 시간                | 총 재생 시간      | 총 재생 시간   | 7:26      |

### Part.7
| #            | 제목                         | 작사                        | 작곡         | 재생 시간 |
| ------------ | ---------------------------- | --------------------------- | ------------ | --------- |
| 1.           | 〈그대여야만 해요〉 (백아연) | 빌리어코스티(Bily Acoustie) | 장제헌       | 4:42      |
| 2.           | 〈그대여야만 해요 (Inst.)〉  | 빌리어코스티(Bily Acoustie) | 장제헌       | 4:42      |
| 총 재생 시간 | 총 재생 시간                 | 총 재생 시간                | 총 재생 시간 | 9:24      |

### Part.8
| #            | 제목             | 작사           | 작곡           | 재생 시간 |
| ------------ | ---------------- | -------------- | -------------- | --------- |
| 1.           | 〈동화〉 (라디)  | 남혜승, 박진호 | 남혜승, 박진호 | 5:05      |
| 2.           | 〈동화 (Inst.)〉 | 남혜승, 박진호 | 남혜승, 박진호 | 5:05      |
| 총 재생 시간 | 총 재생 시간     | 총 재생 시간   | 총 재생 시간   | 10:10     |

### Part.9
| #            | 제목                    | 작사         | 작곡         | 재생 시간 |
| ------------ | ----------------------- | ------------ | ------------ | --------- |
| 1.           | 〈Good Night〉 (서지안) | 한재완       | 한재완       | 3:36      |
| 2.           | 〈Good Night (Inst.)〉  | 한재완       | 한재완       | 3:36      |
| 총 재생 시간 | 총 재생 시간            | 총 재생 시간 | 총 재생 시간 | 7:12      |

## 결방 사유
- 2018년 12월 26일 : 남자친구 스페셜 방송으로 인해 결방.
- 2018년 12월 27일 : 드라마 스테이지 2019 《진추하가 돌아왔다》 방송으로 인해 결방.

## 프로덕션

### 제작 및 촬영
- 첫 번째 대본 리딩은 2018년 8월 23일에 열렸다.[3]
- 주요 촬영은 2018년 9월에 시작되어 촬영은 쿠바에서 진행되었다.[4]

## 경쟁 프로그램
- KBS 수목 미니시리즈

《죽어도 좋아》 (2018년 11월 7일 ~ 2018년 12월 27일)
《왜그래 풍상씨》 (2019년 1월 9일 ~ 2019년 3월 14일)
- MBC 수목 미니시리즈

《붉은 달 푸른 해》 (2018년 11월 21일 ~ 2019년 1월 16일)
《봄이 오나 봄》 (2019년 1월 23일 ~ 2019년 3월 21일)
- SBS 드라마 스페셜

《황후의 품격》 (2018년 11월 21일 ~ 2019년 2월 21일)
《빅이슈》(2019년 3월 6일 ~ 2019년 5월 2일)

## 같이 보기
- 대한민국의 텔레비전 드라마 목록 (ㄴ)
- 2018년 대한민국의 텔레비전 드라마 목록